# Operation Allied Harvest
Operation Allied Harvest war eine Operation der NATO-Marinen  in der Folge der Bombardements Jugoslawiens im Jahr 1999, der Operation Allied Force, bei der von NATO-Kampfflugzeugen über der Adria abgeworfene Munition gesucht und zerstört bzw. geborgen wurde.
Die Operation Allied Harvest II war eine weitere Mission dieser Art im Jahr 2000, die nötig wurde, da bei der ersten Operation Allied Harvest nicht die ganze bekannte Munition gefunden werden konnte und in der nördlichen Adria weiterhin Munition gefunden wurde.

## Anlass der Operation
Allied Harvest war eine reine Friedensmission. Während der Luftangriffe auf Serbien im Umfeld des Jugoslawienkrieges wurden die alliierten Piloten angewiesen ihre nichtverschossenen Bomben über der Adria abzuwerfen. Aus Sicherheitsgründen war eine Landung bewaffneter Flugzeuge auf den Flugplätzen in Italien untersagt. Auch die französischen Flugzeuge durften nicht aufmunitioniert auf dem Flugzeugträger Foch landen. Auf der Adria wurden zu diesem Zweck Notabwurfgebiete eingerichtet. In diesen Arealen, die genau begrenzt waren, sollte die nicht verbrauchte Munition abgeworfen werden. Nach den Bombardements kam es zu einigen folgenschweren Unfällen. Ein italienischer Fischer zog eine 250 kg schwere Bombe an Bord. Bei der Explosion der Bombe wurde er getötet und sein Schiff versenkt. Die Führung der NATO, für diese Vorfälle unmittelbar verantwortlich, entsandte Minenräumboote, um die gefährlichen Sprengmittel aus dem Operationsgebiet zu bergen, sodass die Fischgründe wieder vollständig ungefährlich zu befischen waren.

## Die Operation
Die Operation startete am 9. Juni 1999 und dauerte 73 Tage. Das abzusuchende Seegebiet umfasste 1.074 Quadratmeilen. Im Missionszeitraum wurden 93 Sprengkörper zerstört. Die deutschen Boote verzeichneten dabei 19 beziehungsweise 13 Funde. Die Lindau, das dienstälteste deutsche Minenjagdboot, elf. Am schwierigsten und langwierigsten war dabei die Bergung sogenannter Streubomben. Deren Sprengkörper waren auf dem gesamten Seeboden verstreut.

## Beteiligte Boote
Die eingesetzten Kräfte gehörten zur Mine Counter Measures Force North Western Europe MCMFORNORTH (in etwa: Minenabwehrverband Nordwesteuropa) sowie zur Mine Counter Measures Force Mediterranean MCMFORMED (in etwa: Minenabwehrverband Mittelmeerraum).
Minenabwehrschiffe aus acht Nationen nahmen an der Operation teil:
- Deutschland: Lindau (zwischenzeitlich durch Fulda abgelöst) und Sulzbach-Rosenberg und Rottweil
- Belgien: BNS Aster
- Vereinigtes Königreich: HMS Atherstone, HMS Bulldog, HMS Sandworm
- Griechenland: HS Eyniki
- Italien: ITS Numana und ITS Alpino (Führungs- und Versorgungsschiff)
- Dänemark: HDMS Lindworm
- Niederlande: HNLMS Urk
- Türkei: TCG Edninchic

## Sonstige Funde
Neben der Tatsache, dass die Fischgründe wieder passierbar waren, entdeckten die Minenräumer vor allem antike Schiffe; ein Umstand, der der Archäologie sehr hilfreich war. Einige dieser Schiffe hatten noch ihre vollständige Ladung an Bord.
Zudem konnte auch Material geborgen werden, das aus dem Ersten und Zweiten Weltkrieg stammte. Deshalb wurden mehr Waffen gefunden und beseitigt, als 1999 abgeworfen worden waren.